# Trapezitsa

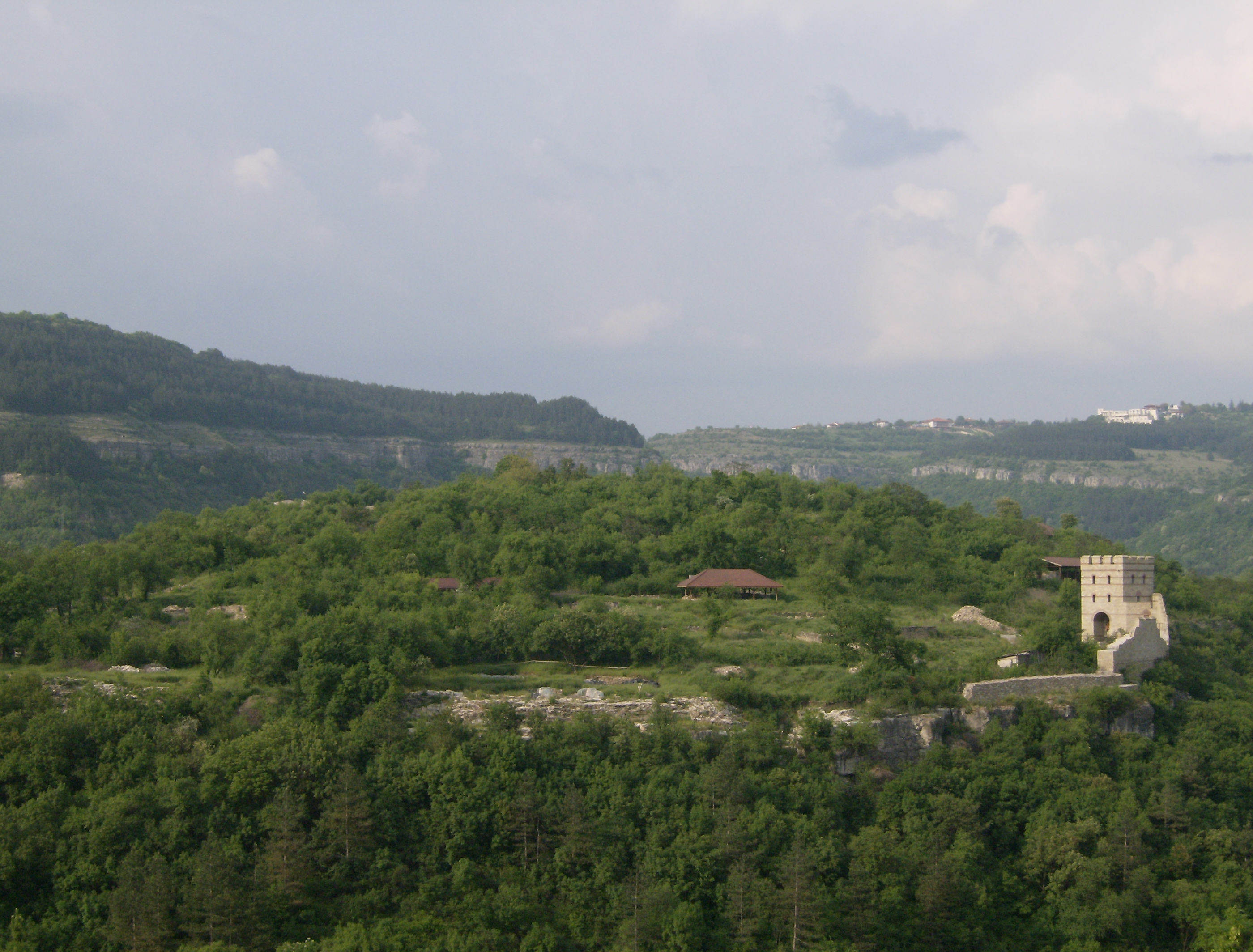
Trapezitsa.

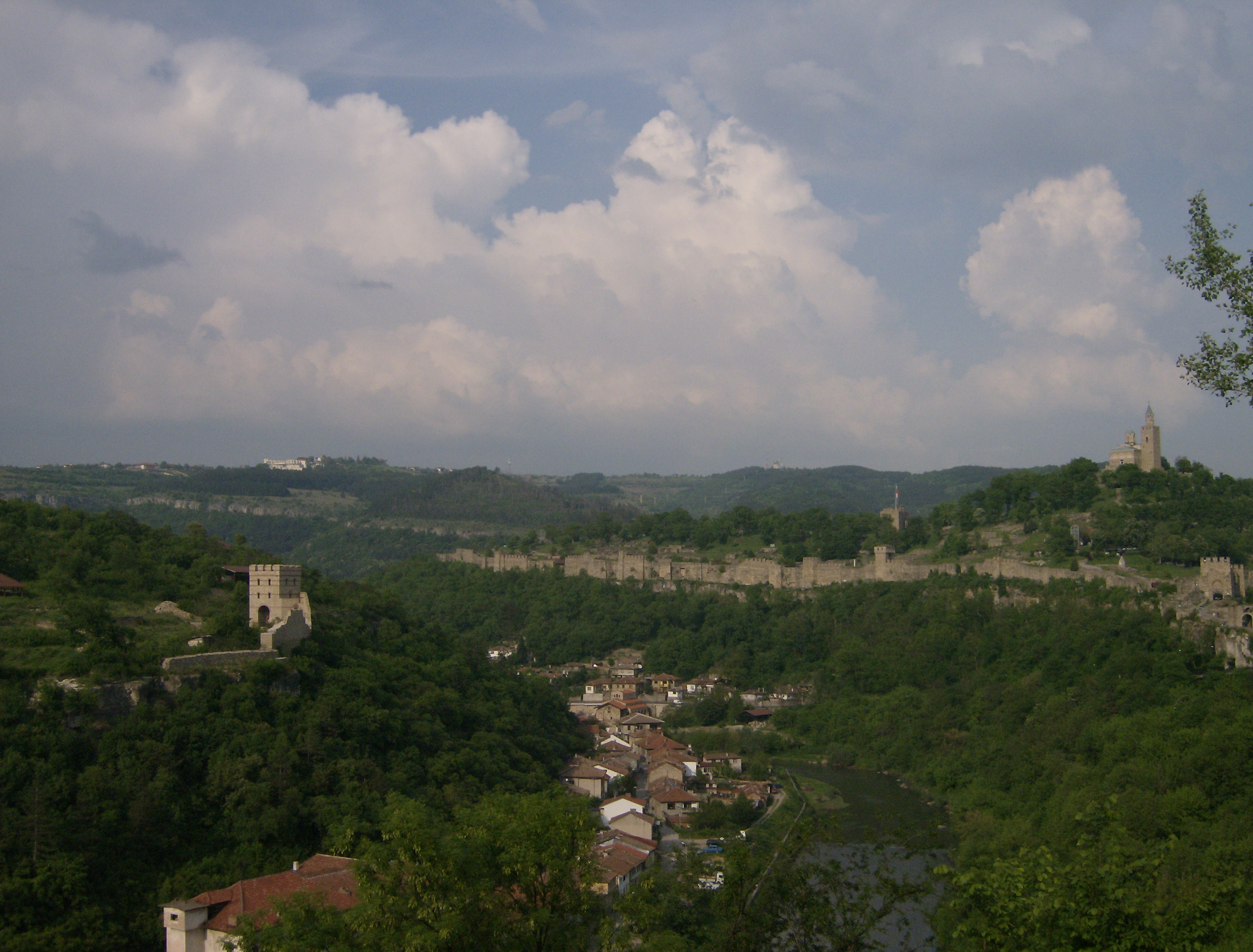
Trapezitsa (izquierda), Tsarevets (derecha).

Trapezitsa (en búlgaro: Трапезица) es una colina búlgara que se encuentra cerca de Veliko Tarnovo.
Durante el Segundo Imperio búlgaro, Trapezitsa fue la segunda fortificación más importante de la antigua capital búlgara Tarnovo. Su nombre significa ya sea trabeza (mesa) o se deriva de la palabra trapecio, dando una idea de su forma.
Siendo parte de la capital, Trapezitsa albergó muchos bellos edificios e iglesias. Los principales edificios cristianos de Tarnovo, así como la residencia del patriarca fueron mantenidos detrás de los gruesos muros de la fortaleza.
Durante los trabajos de excavación a principios del siglo XX, los arqueólogos descubrieron los restos de al menos 17 iglesias, cada una de ellas muy bien decoradas y jugando un papel en la historia de Bulgaria. Las reliquias de San Juan de Rila fueron atesoradas por varios siglos en una de las iglesias de Trapezitsa antes de su traslado al Monasterio de Rila.
La evidencia muestra que Trapezitsa fue sede residencial de los ricos y nobles búlgaros. Ellos vivían en espaciosos edificios con una arquitectura notable. Un camino excavado en la roca conducía a un puente que conectaba a Trapezitsa con la fortaleza de Tsarevets. Trapezitsa estaba protegido por el río Yantra, que proveía un mecanismo natural de defensa. Cuatro entradas conducían al interior. La entrada sur fue la principal. Una parte de la puerta sur aún se conserva.